# Phyllomimus coalitus
Phyllomimus coalitus är en insektsart som beskrevs av Wei Ying Hsia och Xiangwei Liu 1991. Phyllomimus coalitus ingår i släktet Phyllomimus och familjen vårtbitare. Inga underarter finns listade i Catalogue of Life.